# بالزاک ۱۸۴۳۰
سیارک ۱۸۴۳۰ (به انگلیسی: 18430 Balzac، نامگذاری:1994AK16) هجده هزار و چهارصد و سی‌امین سیارک کشف شده‌است که در ۱۴ ژانویه ۱۹۹۴ کشف شد.
قدر مطلق سیارک برابر ۱۴٫۴۰ است.